# مقام اعلی
مقام اعلی، آرامگاه سید علی‌محمد باب(بنیان‌گذار آیین باب) است. این آرامگاه در دامنه کوه کرمل واقع در شهر حیفا اسرائیل قرار دارد. این محل پس از روضه مبارکه (آرامگاه بهاءالله)، دومین مکان مقدّس برای بهائیان به‌شمار می‌آید.

## تاریخچه
بهاءالله در سال ۱۸۹۰ میلادی، حدود ۶۰ سال قبل از تشکیل دولت اسرائیل؛ در لوحی موسوم به لوح کرمل این محل را برای قرار گرفتن مقبرهٔ باب و مراکز اداری بهائی تعیین کرده بود. در تابستان ۱۸۹۱، بهاءالله، خود، نقطه‌ای در قسمت شمالی دامنهٔ کوه را برای آرامگاه باب انتخاب کرده و به فرزند ارشد خود، عبدالبهاء، نشان داد. عبدالبهاء شروع به ساخت مقبره ای با نه اتاقک نمود که در سال ۱۹۰۹ تکمیل شد. در ۲۱ مارس ۱۹۰۹ (مطابق با نوروز) بقایای پیکر باب که پس از تیرباران از ایران به حیفا منتقل شده بود به دست عبدالبهاء در این محل به خاک سپرده شد. اندکی پس از درگذشت عبدالبهاء، شوقی افندی کار نظارت بر اضافه کردن سه اتاقک دیگر به این بنا را بر عهده گرفت و مقبره تبدیل به بنایی با ۹ اتاقک متقارن شد.
در اوایل دههٔ ۱۹۴۰ طراح و معمار کانادایی ویلیام مکسول بنایی فوقانی برای این مقبره طراحی کرد و در اکتبر ۱۹۵۳ بنای فوقانی مقبره تکمیل شد. اولین آجر گنبد طلائی این بنا در آوریل ۱۹۵۳ در جای خود قرار گرفت و کار آجرکاری این گنبد در اوت همان سال خاتمه یافت. شرکت سازنده آجرهای طلائی بیش از ۱۲٬۰۰۰ آجر تولید کرد، حدود ۱۰٬۵۰۰ آجر بر روی گنبد قرار گرفت و باقی آن انبار شد. کل آجرهای گنبد هیچ همپوشانی ندارند؛ و دارای قطر ۲۰ میلی‌متر در ابتدا و ۶ میلی‌متر در انتها هستند.
بیت العدل اعظم در سال ۱۹۸۷ تصمیم گرفتند طبقات و باغ‌های اطراف آرامگاه باب را مطابق با طرحی که عبدالبهاء تعیین نموده بود تکمیل نمایند. کار توسعه و ساخت طبقات نوزده‌گانه اطراف این بنا در سال ۱۹۹۰ میلادی آغاز شد و ۱۱ سال بعد به اتمام رسید.

## ثبت در میراث جهانی یونسکو

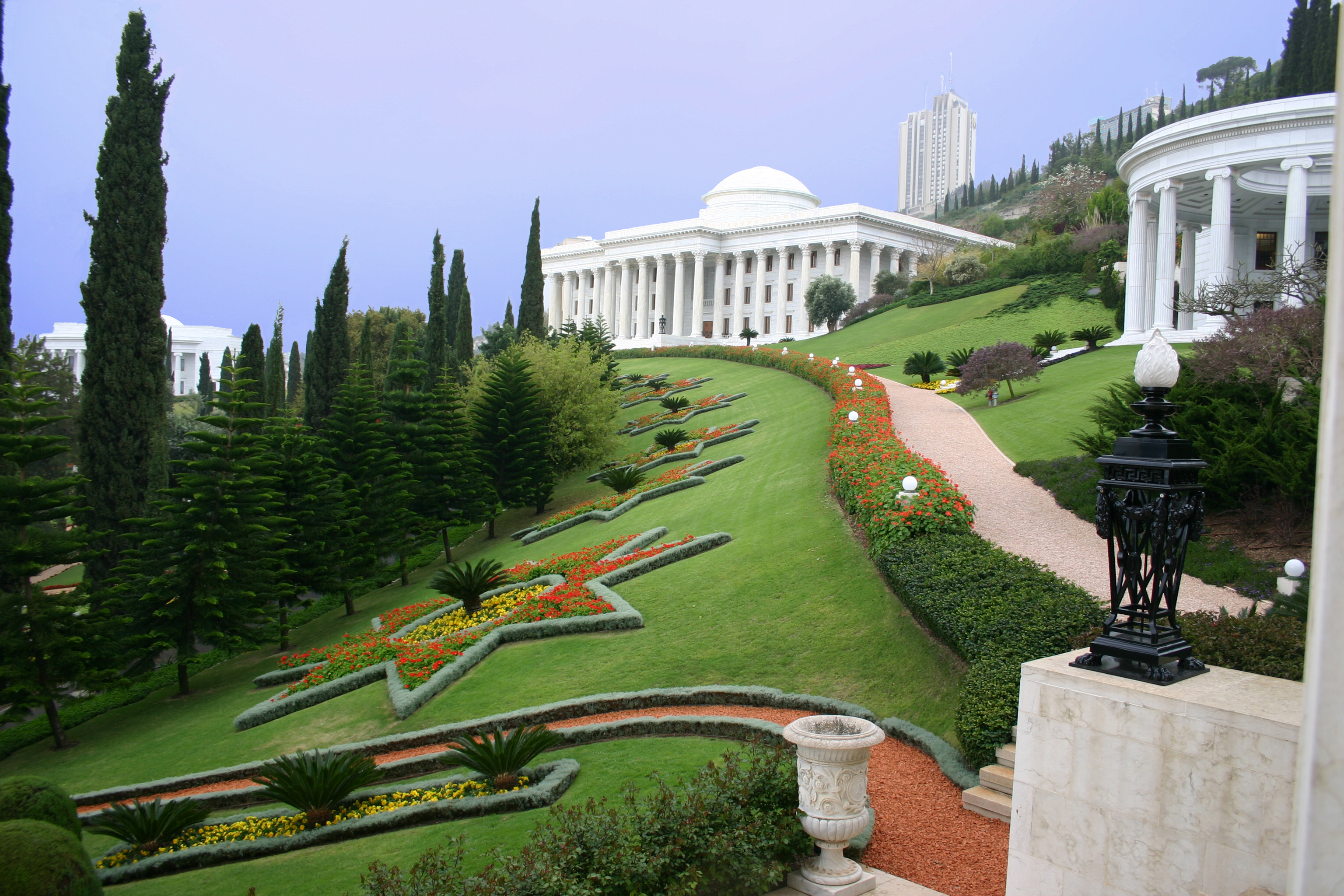
ساختمان‌های پیرامون قوس کوه کرمل

مقام اعلی و ساختمان‌های پیرامون قوس کوه کرمل، شامل دارالتبلیغ بین‌المللی، دارالتشریع مقر بیت‌العدل اعظم، و دارالآثار محل نگه‌داری آثار، متون و سایر اشیای به جای مانده از شخصیت‌های اصلی بهائی، به همراه چند ساختمان دیگر موجود در مقامات و باغ‌های بهائی، و همچنین روضه مبارکه مقبره بهاءالله، شارع دیانت بهائی در تاریخ ۸ ژوئیه ۲۰۰۸ به عنوان میراث جهانی در فهرست یونسکو ثبت شد.

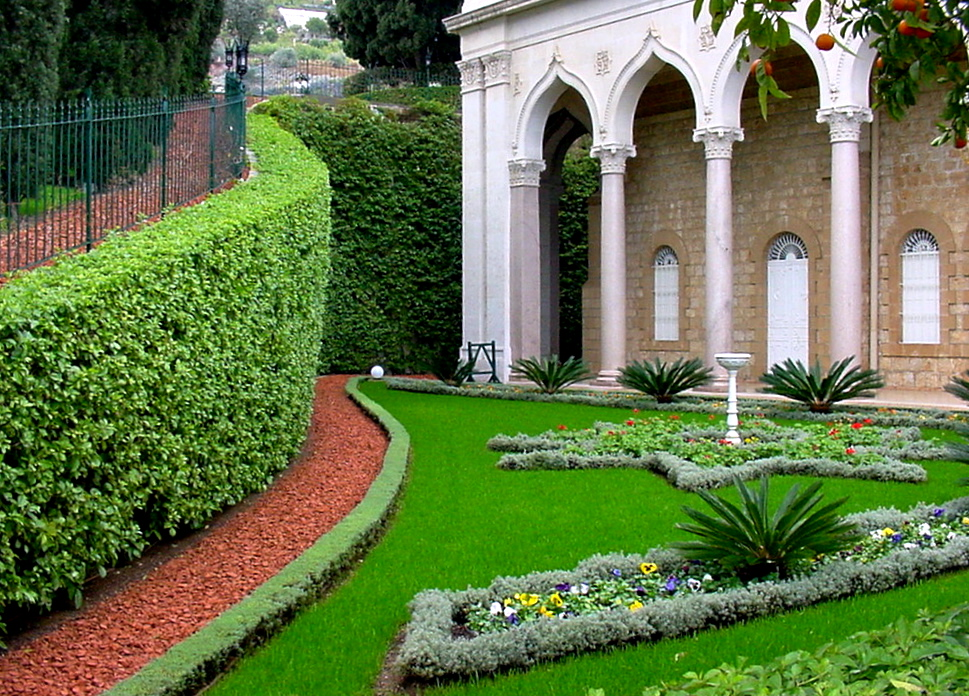
نمای شمالی مقام اعلی
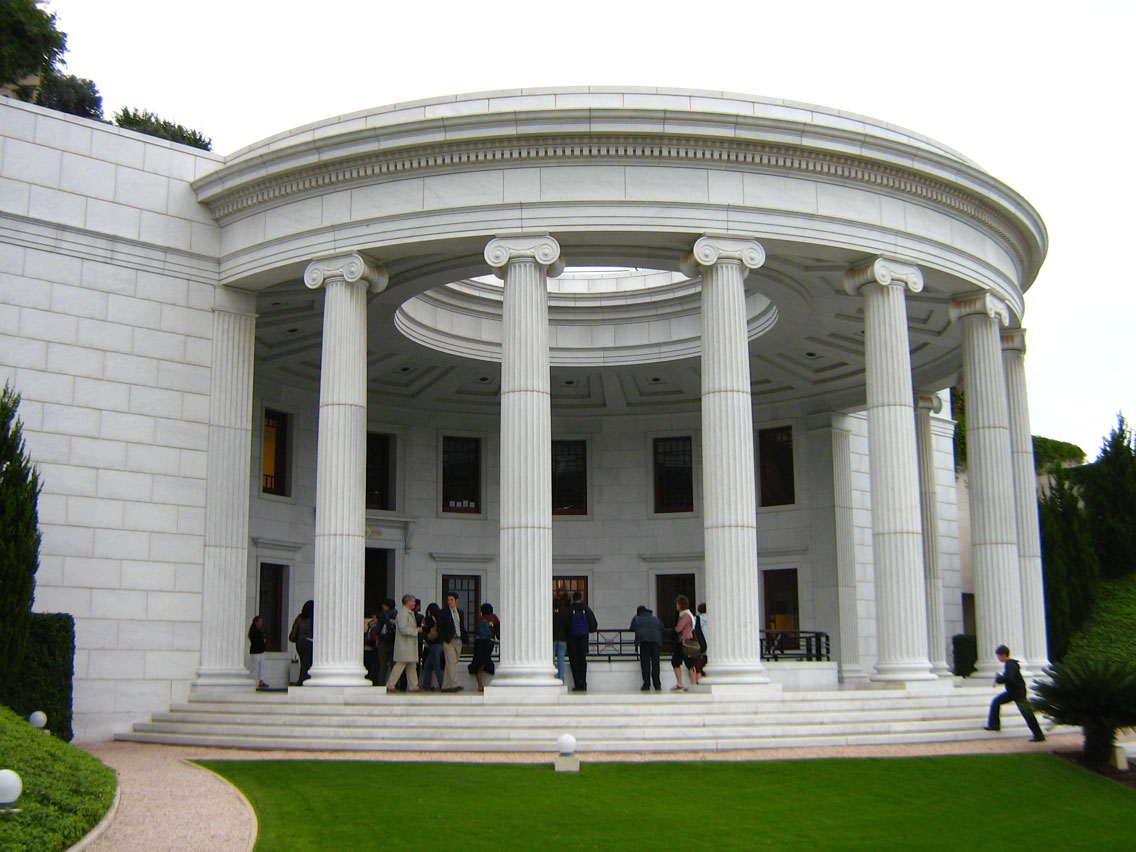
دارالآثار یا محفظه آثار بین‌المللی از ساختمان‌های پیرامون مقام اعلی
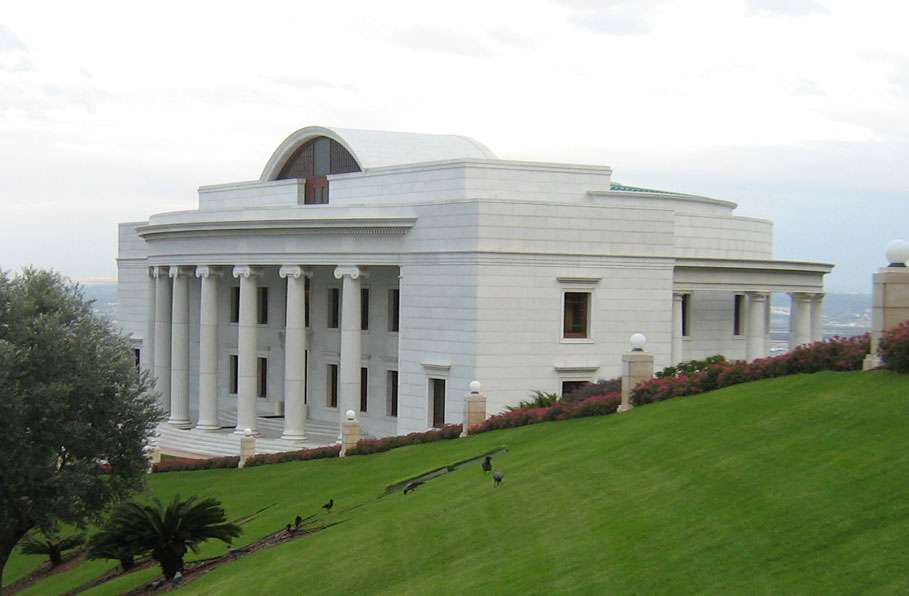
دارالتبلیغ بین‌المللی. از ساختمان‌های پیرامون مقام اعلی
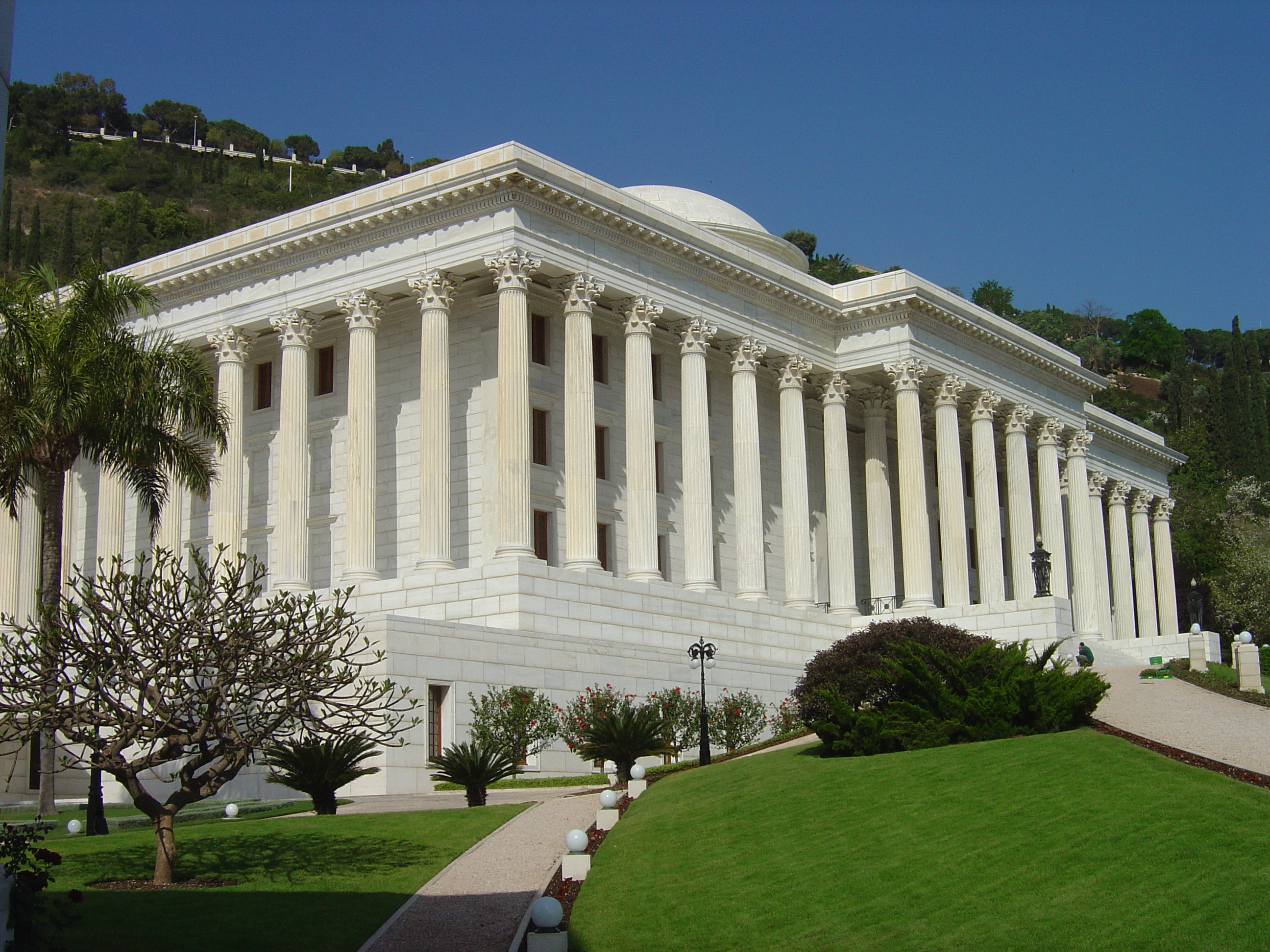
مقر بیت العدل اعظم در حیفا دیگر ساختمان پیرامون مقام اعلی
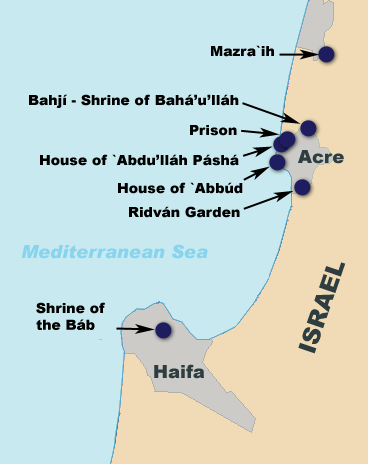
محل زیارتگاه‌های بهائی در عکا و حیفا در اسرائیل

## درب‌های مقام اعلی
این مقام دارای ۹ باب یا "در" است که نام ۵ باب از ۹ باب این مقام را عبدالبهاء و باقی را شوقی افندی نامگذاری کرده‌است.
باب‌های نامگذاری شده توسط عبدالبهاء اینگونه‌است:

### بابِ اشرف و بابِ بالا
دو در، یکی رو به شمال و رو به عکا و دیگری در ضلع شرقی مقام اعلی می باشند. این درها به نام آقا علی اشرف و آقا بالا، پسران ملا ابوطالب، نامگذاری شده‌اند. این دو برادر استاد بنائی بودند که از شهر زادگاهشان باکو در روسیه، به زیارت حیفا و عکا مشرف شدند و با اجازه عبدالبهاء مدتی در ارض اقدس اقامت گزیدند. در این مدت، آن ها تلاش‌های خود را وقف ساخت مقام اعلی کردند و کمک‌های مالی به این پروژه ارائه دادند.

### باب کریم
دری که در ضلع شرقی به پیش‌ اتاق آرامگاه عبدالبهاء منتهی می‌شود، به نام استاد عبدالکریم از ایران نامگذاری شده است. او نیز بنا بود و در ساخت بنای مقام اعلی خدمت کرد.

### باب فضل
دری که به پیش اتاق آرامگاه عبدالبهاء منتهی می‌شود. این درب در ضلع غربی آرامگاه او در مقام اعلی قرار دارد و به نام میرزا ابوالفضل گلپایگانی، دانشمندترین معلم امر بهاءالله، نامگذاری شده است. او در سرزمین مادری خود، ایران، از روسیه تا مرزهای چین، در هند، ترکیه، اروپا، آمریکا و خاورمیانه به آئین بهائی خدمت کرد. او نویسنده کتاب‌های بسیاری بود که در آنها با شجاعت و وضوح، منطقی‌ترین دلایل ظهور جدید الهی را ارائه داد. او بارها مورد آزار و اذیت و زندان قرار گرفت و بی‌نهایت مورد توجه و محبت بهاءالله و عبدالبهاء بود. ابوالفضل هم در ارض اقدس و هم در مصر به عبدالبهاء یاری می‌رساند. او در سال ۱۸۴۴ متولد شد و در سال ۱۹۱۴ در قاهره در میان اندوه همه کسانی که او را می‌شناختند و دوست می‌داشتند، درگذشت.

### باب امین
دری که از ضلع غربی به پیش اتاق آرامگاه منتهی می‌شود. حاجی ابوالحسن اردکانی، که بیشتر با نام حاجی امین شناخته می‌شود، در زمان بهاءالله، دومین امین حقوق الله بود. او تا زمان درگذشت حاجی شاه محمد منشادی، اولین متولی، به وی کمک کرده بود. بهاءالله او را منصوب به امین حقوق الله نمود، او این خدمت را با وفاداری و اشتیاق بی نظیر در اواخر دوران رسالت بهاءالله، در سراسر دوران رسالت عبدالبهاء و تا سال‌های اولیه ولایت امر انجام داد.

## نامگذاری چهار در توسط شوقی افندی

### باب قصابچی
در سمت شرق آرامگاه قرار دارد و به افتخار حاجی محمود قصابچی از عراق نام‌گذاری شده است. او با کمک‌های مالی خود، امکان ساخت سه اتاق اضافی را فراهم کرد.

### باب مَکسوِل
در وسطِ ضلع جنوبی قرار دارد و به یاد ویلیام سادرلند مکسول از مونترآل کانادا، یکی از ایادی امرالله و معمار طبقهٔ فوقانی نام‌گذاری شده است.

### باب جیاکِری
در ضلع غربی قرار دارد و به افتخار اوگو جیاکری، ایادی امرالله از ایتالیا، نام‌گذاری شده است. وی نمایندهٔ ولی‌امرالله در ایتالیا بود و مسئولیت تهیه، برش، حجاری و ارسال سنگ‌های مرمر مورد نیاز برای ساخت سازهٔ فوقانی آرامگاه باب را بر عهده داشت.  

### باب آیواس
دری هشت‌ضلعی است که در طبقهٔ اول و در سمت جنوبی مقام قرار دارد و به یاد لی رُی آیواس، از ایالات متحده، یکی از ایادی امرالله که از مارس ۱۹۵۲ نظارت بر ساخت و تکمیل ساختمان را بر عهده داشت و دبیر کل شورای بین‌المللی بهائی بود، نام‌گذاری شده است.